# Chassart
Pour les articles homonymes, voir Chassart (homonymie).
Chassart est un hameau de la commune belge de Fleurus situé en Région wallonne dans la province de Hainaut. Il a donné son nom à un genièvre belge de renommée ainsi qu'à la famille Dumont de Chassart en 1908. Il fait partie de la section de Saint-Amand.

## Transports en commun

### Gare de Chassart
La ligne de chemin de fer 131, de Bois-de-Nivelles à Fleurus se prolongeant en direction de Gilly et Châtelet a été mise en service de septembre à décembre 1876. La gare de Chassart date du 20 septembre 1876. La ligne des chemins de fer vicinaux (SNCV) de Chastre à Mellet croisait le chemin de fer à cet endroit.
Elle perd son trafic voyageurs entre 1945 et 1953[Quand ?] et reste ouverte un temps pour les marchandises, la pulpe de betterave issue de la sucrerie et de la distillerie voisines était déchargée dans des wagons depuis le pont du vicinal. La section de ligne de Fleurus à Frasnes-lez-Gosselies ferme définitivement en 1983, la gare de Chassart était déjà abandonnée dix ans plus tôt.
La gare a depuis été démolie mais les ponts, dont celui du vicinal, ont survécu. L'emplacement des quais, dans une tranchée, se trouve désormais sur une propriété privée.

### Autobus TEC
Plusieurs arrêts du bus TEC se trouvent à Chassart et à proximité. Mis à part l'arrêt "Wagnelée Chassart Usines", tous ne portent que le nom des localités voisines (Saint-Amand et Wagnelée). Celui près de l'ancienne gare s'appelle "Saint-Amand S.N.C.B."

## Industrie

### Sucre et genièvre

#### Chassart Vieille Cuvée
Guillaume Dumont, homme politique belge et membre de l'assemblée constituante de Belgique (1830) fonde les Établissements de Chassart en 1826. Son fils Auguste en développe les activités industrielles.
Durant la seconde moitié du XIXe siècle Emmanuel-Joseph Dumont de Chassart est un pionnier de la modernisation de l’agriculture et de l’élevage (amélioration de la race du cheval brabançon). Le développement de la culture de la betterave dans la région de Fleurus conduit à la fondation d’une sucrerie. La production de sucre à partir de la betterave est une innovation qui fait le succès de Chassart.
Bientôt le traitement du sucre donne naissance à une distillerie qui produit du genièvre appelé Chassart Vieille Cuvée. Le succès commercial du genièvre est grand. La famille Dumont est anoblie en 1906 et obtiendra le droit de s’appeler Dumont de Chassart en 1908.

#### Expansion en Tunisie
En 1890 les établissements de Chassart acquièrent un vaste domaine en Tunisie qui s’appellera Chassart-Tefaha, où est ouverte une école d’agriculture pour l’amélioration de la culture des céréales et de la vigne.

#### Déclin et fermeture
En 1950 le personnel des établissements de Chassart s’élève à 510 ouvriers et employés. C’est une des entreprises les plus importantes de la région. Leur nombre monte jusque 750 lors de la saison de la récolte des betteraves (en automne). Ne pouvant résister à la concurrence mondiale, la sucrerie est revendue à la Raffinerie tirlemontoise en 1957. Elle sera fermée en 1958.
La distillerie ne survit pas longtemps à la sucrerie. Le brevet du Chassart Vieille cuvée est vendu par la famille Dumont de Chassart à Martini en 1968,.
Après une brève période de production de levure, l'usine Chassart est transformée en usine d'embouteillage qui fermera en 1977.